# Luciano Spalletti
Pour les articles homonymes, voir Spalletti.
Luciano Spalletti, né le 7 mars 1959, est un footballeur italien devenu entraîneur.
Joueur de Serie C1 du milieu des années 1980 jusqu'au début des années 1990, c'est en tant qu'entraîneur qu'il acquiert une certaine notoriété dans le milieu du football, notamment en officiant sur le banc de l'Inter Milan et du SSC Naples.
Luciano Spaletti officie en tant que sélectionneur national de l'équipe d'Italie à partir du 1er septembre 2023, succédant à Roberto Mancini, démissionnaire. En 2025, quelques jours aprés une défaite 3-0 contre la Norvège, aux éliminatoires du Mondial 2026, il annonce avoir été viré par la Fédération italienne,.

## Biographie

### Joueur en Serie C
Luciano Spalletti commence à jouer au football à l'âge de 12 ans dans un petit club de Toscane au poste d'attaquant. Rapidement repéré par les recruteurs de l'ACF Fiorentina, il intègre son centre de formation et est repositionné au milieu de terrain.
Milieu de terrain travailleur, Luciano Spalletti fait sa carrière de joueur dans les divisions inférieures d'Italie. Il passe par Virtus Entella, Spezia, club où il devient capitaine emblématique, Esperia Viareggio et Empoli. Il prend sa retraite à l'âge de 34 ans.

### Des débuts réussis en tant qu'entraîneur
Luciano Spalletti commence sa carrière d'entraîneur à l'Empoli, dernier club dans lequel il ait joué, en 1993. Il endosse d'abord les rôles d'adjoint et de formateur avant de prendre les rênes de l'équipe en 1995.
L'équipe évolue alors en Serie C1. Dès sa première saison il finit deuxième du championnat et accède ainsi à la Serie B.
L'exercice suivant en deuxième division se conclut également par une promotion, le club toscan finit en effet deuxième et accède ainsi à la Serie A. Pour sa première saison dans l'élite, il termine à la 12e place et maintient ainsi son club en première division.

### Une confirmation difficile
Le jeune entraîneur est désireux de prendre en mains une équipe plus ambitieuse et signe ainsi avec la Sampdoria à l'été 1998. Mais Luciano Spalletti connaît à Gênes son premier échec, il est en effet limogé au bout de 28 journées et le club ligure finit relégué en fin de saison,. Il signe ensuite au FBC Unione Venezia, mais le Toscan est démis de ses fonctions en mars 2000 et le club encore rétrogradé en Serie B à l'issue de la saison.
Luciano Spalletti se retrouve sans club. Il s'engage durant la deuxième partie de saison 2000-2001 à l'Udinese Calcio à la suite du licenciement de Luigi De Canio et les sauve de la relégation. Le technicien fait ses valises pour l'AC Ancône, qui évolue au deuxième échelon national, et y réalise une saison moyenne, finissant à une modeste 8e place.

### Une carrière relancée à l'Udinese
Il mène l'Udinese Calcio à la quatrième place synonyme de qualification pour la Ligue des champions.

### Le succès à la Roma
Spalletti signe à l'AS Rome lors de l'été 2005.

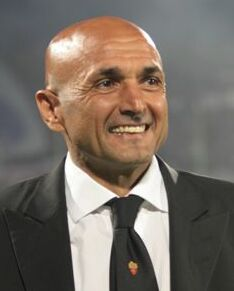
Spalletti avec l'AS Rome en 2005.

Il démissionne de son poste en août 2009 en regrettant le manque de moyens mis à sa disposition par la direction du club romain.

### Le succès en Russie
En décembre 2009, Spalletti devient l'entraîneur de Zénith Saint-Pétersbourg. Il remporte deux fois le championnat russe en 2010 et lors de la saison 2011-2012. Il est limogé du club après avoir perdu la première place du championnat le 11 mars 2014.

### Retour à la Roma
Le 14 janvier 2016, il est nommé entraîneur de l'AS Rome en remplacement de Rudi Garcia.
Le 30 mai 2017, il quitte officiellement l'AS Rome.

### Passage mitigé à l'Inter Milan
Le 9 juin 2017, il s'engage deux ans à l'Inter Milan.
Il débute sur le banc de l'Inter Milan face à l'Olympique lyonnais en International Champions Cup (match gagné 1-0). En Serie A, il démarre très fort en gagnant 3-0 face à la Fiorentina. Pendant longtemps son Inter Milan restera invaincu, avant de chuter brutalement à la 17e journée face à l'Udinese Calcio sur le score de 1-3. Il s'ensuit une longue série sans victoire, interrompue face au Bologna Football Club 1909 (score final 2-1). Luciano Spalletti sera très souvent critiqué pour ses changements tardifs, ses choix douteux. Malgré une fin de saison assez irrégulière, l'Inter Milan parvient malgré tout à se qualifier en Ligue des champions, au terme d'un dernier match disputé face à la Lazio (4e au coup d'envoi), qui avait pourtant son destin entre les mains. En effet, les Nerazzurri remporteront cette « petite finale » 3-2, terminant à égalité de points avec les Biancocelesti, mais finissant devant eux grâce à la règle des confrontations directes.
Le 30 mai 2019, il est limogé par l'Inter Milan.

### Champion avec le SSC Naples
Le 29 mai 2021, il devient officiellement entraineur du SSC Naples. Après être resté en tête du championnat pendant douze matchs et le tout en étant invaincu, son équipe connaît une période compliquée et se fait doubler par l'AC Milan, futur champion, et par l'Inter. Malgré un jeu attrayant, le Napoli finira troisième de Serie A et sortira face au FC Barcelone (3-5) en 1/16 de finale d'Europa League.
La saison 2022/23 présage une nouvelle ère pour le Napoli. Le club perd de nombreux cadres comme Dries Mertens, Lorenzo Insigne ou encore Kalidou Koulibaly. Ces derniers seront remplacés par des joueurs moins connus du grand public, à l'image du talentueux Khvicha Kvaratskhelia ou du défenseur coréen Kim Min-jae. La tâche de Luciano Spaletti est donc lourde car il doit permettre à son nouveau groupe de faire oublier les plus grandes figures du Napoli sur la dernière décennie. Le début de saison est très bien réussi, les nouvelles recrues sont directement impliquées dans l'équipe et ont un impact considérable. Le match gagné face à Liverpool (4-1) en phase de poules de la Ligue des champions est le symbole de tout cela.
Il est sacré champion de Serie A avec Naples après un nul sur la pelouse de l'Udinese (1-1), un succès que le Napoli n'avait pas connu depuis 1990. Spalletti décide néanmoins de quitter Naples à l'issue de la saison, voulant prendre une année sabbatique.

## Palmarès
| Empoli FC - Serie C1 - Vice-champion : 1996. - Coupe d'Italie de Serie C - Vainqueur : 1996. - Serie B - Vice-champion : 1997. |  | AS Rome - Serie A - Vice-champion : 2006, 2007, 2008 et 2017. - Coupe d'Italie - Vainqueur : 2007 et 2008. - Supercoupe d'Italie - Vainqueur : 2007. - Finaliste : 2006 et 2008. |  | Zénith Saint-Pétersbourg - Premier League - Champion : 2010, 2012. - Coupe de Russie - Vainqueur : 2010. - Supercoupe de Russie - Vainqueur : 2011. - Finaliste : 2012 |
| |  | |  | |
| SSC Naples - Serie A - Champion : 2023.                                                                                        |  | |  | |

### Distinctions individuelles
- Panchina d'oro : 2005.
- L'allenatore dei sogni : 2005.
- Meilleur entraîneur AIC : 2006 et 2007.
- Entraîneur du mois en Serie A : septembre 2021, février 2022, octobre 2022 et janvier 2023.
- Entraîneur de l'année en Serie A : 2023.
- Prix national Enzo Bearzot : 2023.